# Troncos del Talar
Troncos del Talar es una ciudad argentina perteneciente al partido de Tigre en la provincia de Buenos Aires. Está ubicado en la Zona Norte del Gran Buenos Aires. Limita con Tigre, Rincón de Milberg, Nordelta, General Pacheco, Don Torcuato y San Fernando.

## Reseña histórica
Estas tierras que pertenecían al Gral. Ángel Pacheco quién las adquirió por compra a sus antiguos propietarios, la familia López Camelo.
En la Estancia «El Talar» José Felipe Pacheco Reynoso, hijo del Gral. Ángel Pacheco, mandó a construir un edificio, que por su grandiosidad recibió el nombre de "Castillo".
Se llegaba a él en barco por un zanjón hecho a ese efecto llamado "Zanjón de Pacheco", que unía al Río de Las Conchas con la Estancia «El Talar», o bien por tierra pasando por un puente sobre el río que mando a construir para su uso personal y que se cobraba peaje.
En 1876 el Ferrocarril Buenos Aires y Campana atravesó el partido y se habilitó la Estación Gral. Pacheco. Se dice que al este de estas vías se lo conocía por Troncos del Talar, por ser un lugar ideal para juntar las leñas del tala necesaria para el establecimiento rural perteneciente a la estancia.
En el año 1949, a raíz de un loteo de la empresa Legarreta, Tomas, Serra y Cía. S.R.L. se efectúa las primeras ventas de terreno. De esta manera comenzaron los loteos que dieron origen formal a la localidad. Poco tiempo después se pavimentó la Ruta 197 y la población se organizó creando clubes, sociedades de fomento, escuelas y capillas.
En los años sesenta se construyó el Canal Aliviador del Río de la Reconquista o Pista Nacional de Remo. Surge el Parque Industrial de Tigre, y hacia los noventa se construye un nuevo puente sobre el Río Reconquista y la Av. Larralde, comunicando el barrio con Acceso Norte.
El crecimiento del lugar hizo necesario separar esta zona de Gral. Pacheco, creando una nueva localidad y la Delegación Municipal de Troncos del Talar.
Se pavimentaron e iluminaron calles, llegaron nuevos servicios como el Destacamento de Bomberos, el Servicio de Emergencia Tigre y Polideportivo.
Fueron creándose barrios cerrados y se hizo necesario construir el Camino Bancalari - Benavidez. En los últimos años llegaron la Biblioteca, Destacamento Policial, El Centro de Salud, Centro Oftalmológico, Fiscalía, Centro de Operaciones Tigre del distrito asentados en nuestra localidad.

## "Troncos del Talar tiene su escudo"
El 26 de octubre de 2010, en el Honorable Concejo Deliberante de Tigre se aprobó de forma unánime el escudo de la localidad de Troncos del Talar
Al respecto, el presidente del HCD, Dr. Julio Zamora, subrayó: "Hoy se ha aprobado en forma unánime el escudo de la localidad de los Troncos, es un momento histórico para todos los vecinos ya que es un símbolo que tiene que ver con su historia. Tener un escudo significa moldear la identidad de nuestra localidad y estamos muy contentos desde el HCD de poder contribuir".
Asimismo, la delegada de Troncos de Talar Dra. María Rita Vivas, expresó: "Siento mucha emoción porque fue un trabajo de muchos meses, empezamos en el mes de noviembre convocado a las instituciones , entre ellas educativas, ONGs, entidades de bien público, el centro de salud, el polideportivo, la policía, la gente del parque industrial, etc. y somos más de 43 instituciones que hemos logrado con mucho entusiasmo la integración. además, estamos cumpliendo los 60 años de la localidad y podes encontrar nuestras raíces nos llena de orgullo".

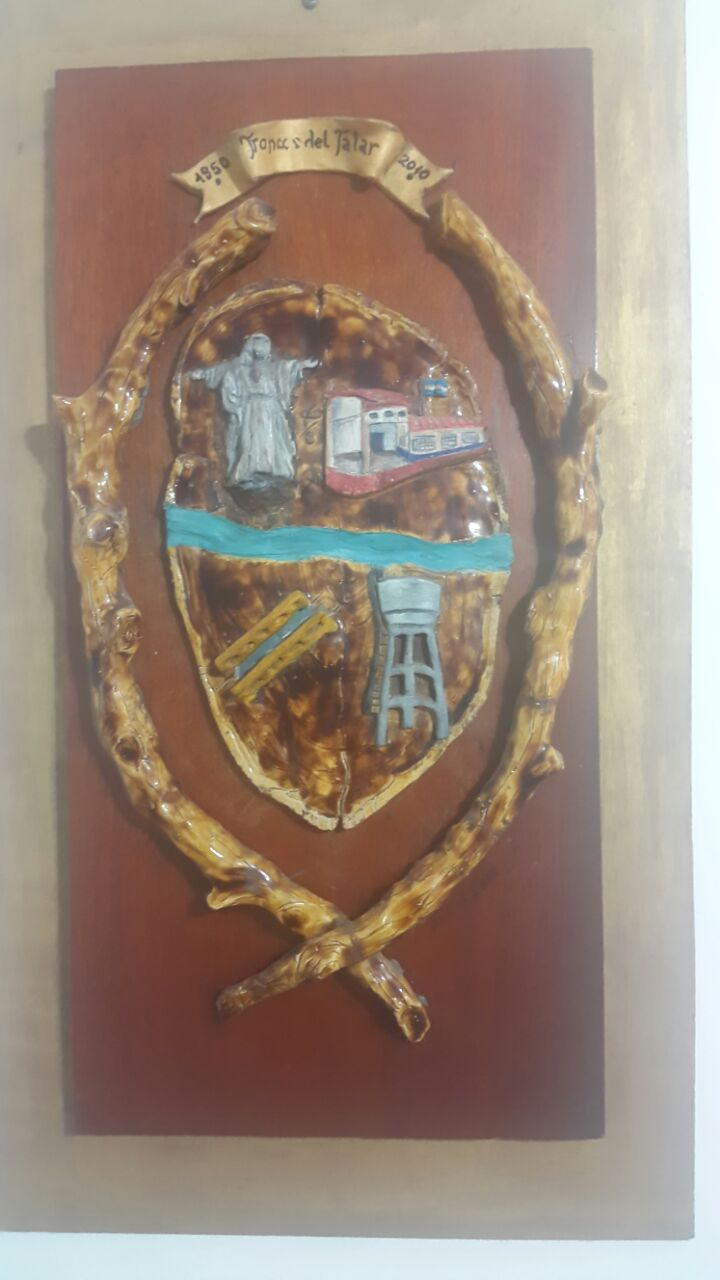
Escudo de Troncos del Talar

Por su parte, el Promotor cultural de Troncos, Roberto (Roni) Araujo, afirmó: "Somos un equipo que trabajamos en todas las áreas, ya logramos tener una fecha de aniversario, el escudo y nuestro estandarte". 

### El escudo: Los cuatro símbolos y sus significados
- Imagen Sagrado Corazón de Jesús: Ubicado en la entrada de la localidad en dirección Pacheco - Tigre, en la intersección de las calles Palacios, Libertad e Isla Decepción, simboliza la Bienvenida a toda persona que ingrese al barrio. Esta imagen fue colocada en el lugar en 1956 por la empresa Legarreta.
- Primer Colegio: La escuela n°31 fue el primer establecimiento escolar del lugar constituida por tres aulas prefabbricadas, contaba con 120 alumnos y era atendida por personal suplente. Ocho meses más tarde se hacía cargo de la Dirección la Sra. Vazquez de Maccari, quien luchó para que el edificio escolar reuniera las condiciones mínimas ara el desenvolvimiento correcto del aprendizaje. Así se logra la construcción de más alas, un patio, un mástil, entre otras mejoras.
- Puente Taurita: En el año 1854 el hijo de Gral. Pacheco, José Felipe Ignacio, manda a construir un puente de madera sobre el río "Las Conchas", que por ser privado se cobraba peaje para pasar. En el 1883 se destruye y en 1885 se construye el llamado "Puente de Fierro del Taurita". En 1927 se reemplazó al puente de hierro por el actual de hormigón, todavía hoy en uso. Pronto será demolido, contruyendose otro más amplio y seguro.
- Tanque de Agua: Ubicado en la calle Alte. Brown 290, esquina Luján, fue construido por la empresa Legarreta en los comienzos del año 1950, siendo la única fuente de agua para los primeros pobladores del lugar

## Geografía

### Población
- 56,567 habitantes (Indec, 2010).

### Deportes
Está el polideportivo Mariano Moreno, con amplias actividades, como hockey, vóley, fútbol, y muchas más.
También esta el golf San Patricio.

### Otros
La localidad de Troncos del Talar tiene la Sede del Centro de Operaciones del Municipio de Tigre. en la localidad También se encuentra el Hospital Oftalmológico.

## Parroquias de la Iglesia católica en Troncos del Talar
| Diócesis  | San Isidro                  |
| --------- | --------------------------- |
| Parroquia | Nuestra Señora de Guadalupe |
| Capilla   | Nuestra Señora de Luján     |
| Capilla   | Nuestra Señora de Fátima    |
| Capilla   | Sagrado Corazón de Jesús    |
| Capilla   | San José                    |
| Capilla   | San Juan Bautista           |
| Capilla   | Sagrada Familia             |
| Capilla   | Medalla Milagrosa           |
| Capilla   | Señora de Caacupé           |
| Capilla   | Virgen de Itatí             |
| Capilla   | San Cayetano                |